# 藤原茂子
藤原茂子，第七十二代後三條天皇任東宮時的御息所，後被追封皇太后。原為中納言藤原公成之女，後被姑父－藤原能信收養，視其如親女。生貞仁親王、聰子內親王、俊子內親王、佳子內親王。
康平五年，還是東宮御息所的茂子去世，葬於宇治，被稱為「滋野井女御」。延久二年，追贈從二位。貞仁親王即位為白河天皇後，追尊為皇太后，並追贈茂子養父藤原能信正一位太政大臣，養母祉子正一位。